# Diagonaler Schnitt
Im mathematischen Teilgebiet der Mengenlehre ist der diagonale Schnitt eine dem Durchschnitt verwandte Konstruktion, einer Familie von Mengen eine neue, nämlich ihren diagonalen Schnitt, zuzuordnen. Die Elemente des diagonalen Schnitts der Familie {\displaystyle (X_{\alpha })_{\alpha }} sind gewisse Indizes {\displaystyle \alpha }, die ihrerseits wieder gewissen der Mengen {\displaystyle X_{\xi }} angehören. Die hier zu besprechende Begriffsbildung ist daher nur dann sinnvoll, wenn die Indizes selbst als Elemente der Mengen auftreten, daher betrachtet man mit Ordinalzahlen indizierte Mengen von Ordinalzahlen.

## Definition
Es sei {\displaystyle \kappa } eine Kardinalzahl und {\displaystyle (X_{\alpha })_{\alpha <\kappa }} eine Familie von Mengen {\displaystyle X_{\alpha }\subset \kappa }. Dann heißt
{\displaystyle \Delta _{\alpha <\kappa }X_{\alpha }\,=\,\{\xi <\kappa ;\,\xi \in \bigcap _{\alpha <\xi }X_{\alpha }\}}
der diagonale Schnitt der Familie {\displaystyle (X_{\alpha })_{\alpha <\kappa }}.

## Eigenschaften

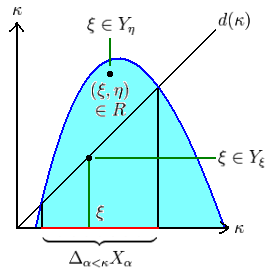
Der diagonale Schnitt enthält genau die Elemente der Diagonalen, die auch in der Relation liegen.

Es mögen die Daten obiger Definition vorliegen. Natürlich ist der Durchschnitt im diagonalen Schnitt enthalten, das heißt, es gilt {\displaystyle \bigcap _{\alpha <\kappa }X_{\alpha }\subset \Delta _{\alpha <\kappa }X_{\alpha }}, denn ist {\displaystyle \xi <\kappa } in jeder der Mengen {\displaystyle X_{\alpha }} enthalten, so erst recht in {\displaystyle \bigcap _{\alpha <\xi }X_{\alpha }}, und das ist genau die definierende Bedingung für die Zugehörigkeit von {\displaystyle \xi } zu {\displaystyle \Delta _{\alpha <\kappa }X_{\alpha }}.
Setzt man {\displaystyle Y_{\xi }:=\bigcap _{\alpha <\xi }X_{\alpha }}, so ist {\displaystyle \xi \mapsto Y_{\xi }} eine fallende Funktion {\displaystyle \kappa \rightarrow P(\kappa )}, wobei {\displaystyle P} für die Potenzmenge steht, das heißt, aus {\displaystyle \xi <\eta } folgt {\displaystyle Y_{\xi }\supset Y_{\eta }}. Nach Definition ist {\displaystyle \xi \in Y_{\xi }} äquivalent zu {\displaystyle \xi \in \Delta _{\alpha <\kappa }X_{\alpha }}. Auf dem kartesischen Produkt {\displaystyle \kappa \times \kappa } definiere die Relation {\displaystyle R:=\{(\xi ,\eta );\,\xi \in Y_{\eta }\}} und die Diagonale {\displaystyle d:\kappa \rightarrow \kappa \times \kappa ,\,\xi \mapsto (\xi ,\xi )}. Dann ist der diagonale Schnitt genau die Menge derjenigen Ordinalzahlen {\displaystyle \xi }, für die das Diagonalelement {\displaystyle (\xi ,\xi )} in {\displaystyle R} liegt:
{\displaystyle \Delta _{\alpha <\kappa }X_{\alpha }=d^{-1}(R)=\{\xi <\kappa ;\,\xi \in Y_{\xi }\}}.
Die Mitgliedschaft von {\displaystyle \xi } zum diagonalen Durchschnitt hängt nur von der Mitgliedschaft in den ersten {\displaystyle X_{\alpha },\alpha <\xi } ab. Das wird in der folgenden Formel besonders deutlich:
{\displaystyle \Delta _{\alpha <\kappa }X_{\alpha }=\bigcap _{\alpha }(X_{\alpha }\cup \{\xi ;\xi \leq \alpha \})}

## Beispiel
Um zu demonstrieren, wie der hier vorgestellte Begriff funktioniert, soll folgende einfache Aussage bewiesen werden:
- Es sei {\displaystyle \kappa } eine Kardinalzahl und für eine Ordinalzahl {\displaystyle \alpha <\kappa } sei {\displaystyle X_{\alpha }:=\{\xi <\kappa ;\,\alpha +1<\xi <\kappa \}}. Dann gilt

{\displaystyle \Delta _{\alpha <\kappa }X_{\alpha }=\{\xi <\kappa ;\,\xi {\text{ ist eine Limes-Ordinalzahl}}\}}
Beweis: „{\displaystyle \subset }“: Ist {\displaystyle \xi \in \Delta _{\alpha <\kappa }X_{\alpha }}, so ist {\displaystyle \xi \in \bigcap _{\alpha <\xi }X_{\alpha }}, also {\displaystyle \xi \in X_{\alpha }} für alle {\displaystyle \alpha <\xi }. Für alle {\displaystyle \alpha <\xi } gilt also {\displaystyle \alpha +1<\xi }, daher ist {\displaystyle \xi =\sup _{\xi <\alpha }\alpha } eine Limes-Ordinalzahl.
„{\displaystyle \supset }“: Ist umgekehrt {\displaystyle \xi =\sup _{\alpha <\xi }\alpha } eine Limes-Ordinalzahl, so ist {\displaystyle \alpha +1<\xi } für alle {\displaystyle \alpha <\xi } und daher {\displaystyle \xi \in \bigcap _{\alpha <\xi }X_{\alpha }}, was genau die definierende Bedingung für {\displaystyle \xi \in \Delta _{\alpha <\kappa }X_{\alpha }} ist.

## Verwendung
Der diagonale Schnitt findet besonders in der Untersuchung überabzählbarer regulärer Kardinalzahlen Anwendung. 
Ein Filter auf einer Kardinalzahl {\displaystyle \kappa } heißt normal, wenn er gegenüber der Bildung diagonaler Schnitte abgeschlossen ist, das heißt, {\displaystyle \Delta _{\alpha <\kappa }X_{\alpha }} ist wieder Element des Filters, wenn alle {\displaystyle X_{\alpha }} es sind.
So ist etwa der club-Filter auf einer überabzählbaren regulären Kardinalzahl normal. 
Diese Tatsache wird zum Beispiel im Satz von Fodor verwendet.

## Diagonale Vereinigung
Der zum diagonalen Schnitt duale Begriff ist die diagonale Vereinigung. Ist {\displaystyle \kappa } eine Kardinalzahl und {\displaystyle (X_{\alpha })_{\alpha <\kappa }} eine Familie von Mengen {\displaystyle X_{\alpha }\subset \kappa }, so heißt
{\displaystyle \Sigma _{\alpha <\kappa }X_{\alpha }:=\{\xi <\kappa ;\,\xi \in \bigcup _{\alpha <\xi }X_{\alpha }\}}
die diagonale Vereinigung der Mengenfamilie {\displaystyle (X_{\alpha })_{\alpha <\kappa }}.
Die Definition ist gerade so angelegt, dass
{\displaystyle \kappa \setminus \Sigma _{\alpha <\kappa }X_{\alpha }=\Delta _{\alpha <\kappa }(\kappa \setminus X_{\alpha })}
gilt.